# Gregory Moore
Gregory W. Moore est un physicien théoricien américain spécialisé en physique mathématique et en théorie des cordes. Moore est professeur au département de physique et d'astronomie de l'université Rutgers et membre du groupe de théorie des hautes énergies de l'université.

## Biographie
Moore obtient un AB en physique de l'Université de Princeton en 1982 et un doctorat dans le même sujet de l'Université Harvard en 1985.
Les recherches de Moore portent sur : les D-brane sur les variétés de Calabi–Yau et le comptage des états BPS ; relations avec les produits de Borcherds, les formes automorphes, l'entropie des trous noirs et le franchissement de parois ; applications de la théorie des formes automorphes à la théorie des champs conformes, à la compactification des cordes, au comptage de l'entropie des trous noirs et à la correspondance AdS/CFT ; relation potentielle entre théorie des cordes et théorie des nombres ; les théories de la supergravité effective à basse énergie dans la compactification des cordes et le calcul des effets filandreux non perturbatifs dans les supergravités effectives ; théories topologiques des champs et applications aux invariants de variétés ; cosmologie des cordes et théorie des champs de cordes.
Moore est membre du conseil consultatif de Springer's Encyclopedia of Mathematical Physics.
Moore remporte un prix Essays on Gravitation Award 2007 de la Gravity Research Foundation pour son essai, en collaboration avec Frederik Denef, How Many Black Holes Fit on the Head of a Pin?. En 2012, il devient membre de l'American Mathematical Society.
Moore remporte le prix Dannie Heineman de physique mathématique en 2014 "Pour ses contributions éminentes à la physique mathématique avec une large influence dans de nombreux domaines, allant de la théorie des cordes à la théorie de jauge supersymétrique, la théorie des champs conformes, la physique de la matière condensée et la théorie des quatre variétés." . En 2015, il reçoit la Médaille Dirac du CIPT.
Moore est élu membre de l'Académie américaine des arts et des sciences en 2011 et membre de l'Académie nationale des sciences en 2020,.
Moore est marié à Karin M. Rabe (en) et fils d'Arthur Cotton Moore (en).